# Valtice
Valtice (v místním nářečí Valčice, německy Feldsberg) jsou malé vinařské město v okrese Břeclav v Jihomoravském kraji, 9 km západně od Břeclavi, u hranic s Rakouskem, v oblasti Valticka. Žije zde přibližně 3 600 obyvatel.
Historické jádro města je chráněno jako městská památková zóna. Okolní Lednicko-valtický areál je krajinnou památkovou zónou. Valtický zámek byl až do roku 1945 sídlem knížecího rodu Lichtenštejnů. Po celý středověk i novověk až do roku 1920 bylo město součástí Dolních Rakous.
Valtice se nachází v Mikulovské vinařské podoblasti a patří mezi nejnavštěvovanější vinařská města v ČR. Je zde mnoho vinařských podniků i rodin s vinařskou tradicí. Veřejná degustační expozice vín oceněných titulem Salon Vín České republiky je umístěna ve sklepních prostorách zdejšího zámku.

## Název
Původní podoba jména Feldsberg (první doklady z konce 12. století znějí Veldsesperch, Veldesperch) znamená "kopec v poli". Jméno bylo přeneseno od stejnojmenného Feldsbergu v pasovském biskupství. Česká podoba jména vznikla hláskovou úpravou jména německého s výměnou zakončení.

## Historie

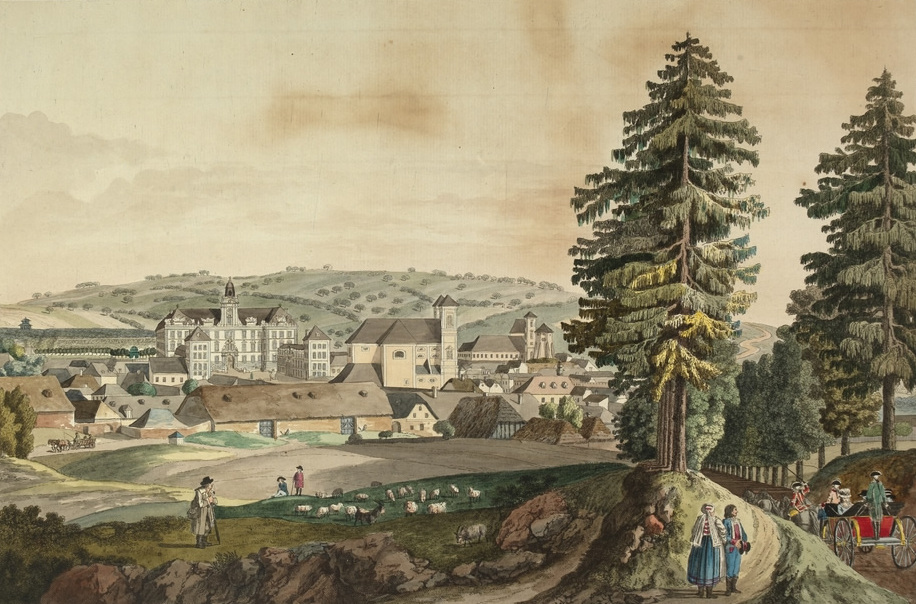
Pohled na Valtice, kresba z roku 1798

Město bylo kolonizováno ve 12. století pasovskými biskupy. První historická zmínka pochází z roku 1192, kdy pasovský biskup Wolfger směnil s Wichardem ze Seefeldu hrad „Veldesperch“ s 12 královskými lány. Seefeldové tu pak vybudovali mohutný pomezní hrad, v jehož podhradí na začátku 13. století vzniklo město. Když rod Seefeldů v roce 1270 vymřel po meči, získali Valtice Kuenringové a Rauhensteinové. V roce 1347 prodali svůj díl Kuenringové Pottendorfům, V roce 1387 odkázala třetí manželka Jana I. z Lichtenštejna Alžběta, rozená z Puchheimu, svému manželovi šestinu podílu na Valticích a Lichtenštejnové se tak stali držiteli části města. Od roku 1391 až do roku 1945 bylo město a panství v majetku rodu Lichtenštejnů. Město bylo silně postiženo husitskými válkami, třicetiletou válkou a napoleonskými válkami. V roce 1866 během války prusko-rakouské Valticemi prošlo cca 48 000 vojáků s 13 329 koňmi; vypukla zde epidemie cholery.

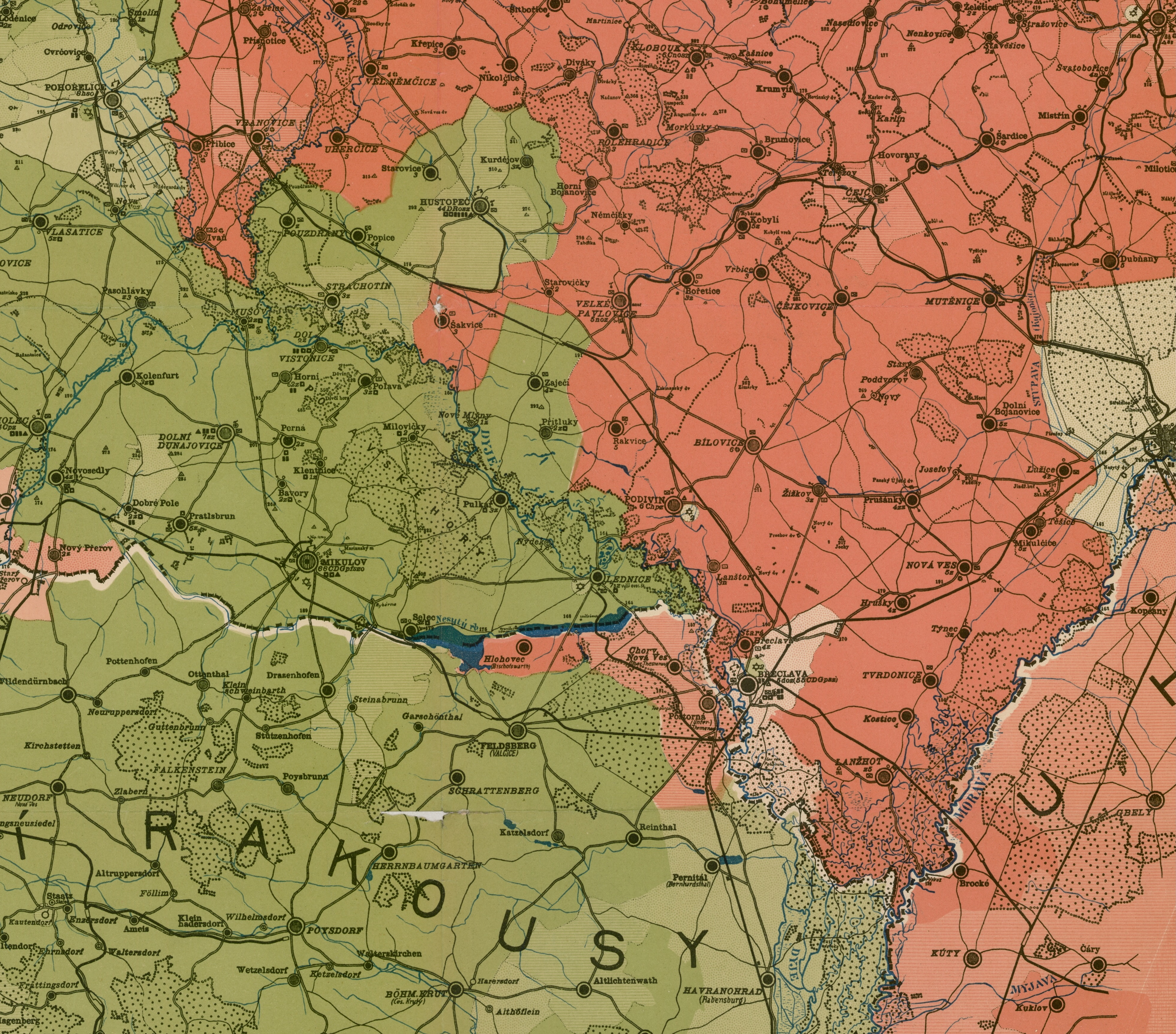
Valtice na mapě z roku 1906 ještě jako německy mluvící (zelená barva) město, které bylo do roku 1920 součástí Dolních Rakous.

V průběhu 18. a 19. století Lichtenštejnové ve Valticích a v blízké Lednici vytvořili Lednicko-valtický areál – jedinečný krajinný komplex evropského významu, dnes památka zapsaná do Seznamu světového kulturního dědictví UNESCO.
K území Československa bylo Valticko připojeno na základě Saintgermainské smlouvy až 31. července 1920 a byly přičleněny k moravskému politickému okresu Mikulov. Město navštívil 20. června 1928 první československý prezident Tomáš Garrigue Masaryk a 14. června 1936 jeho nástupce Edvard Beneš. Oba se stali čestnými občany Valtic. Po mnichovském diktátu byly Valtice připojeny k Německé říši; dne 8. října 1938 je obsadila německá armáda. Osvobození města proběhlo dne 21. dubna 1945; při osvobozování Valtic padlo 14 sovětských vojáků. Obyvatelstvo německé národnosti (56,7 % roku 1930) bylo po roce 1945 vesměs vysídleno.
Roku 1964 byla k Valticím připojena vesnice Úvaly. Během existence železné opony probíhalo bezprostředně kolem Valtic hraniční pásmo se zákazem vstupu; do Úval byl vstup možný jen pro obyvatele nebo na povolení. Od 60. do 90. let 20. století fungovala ve Valticích nemocnice s porodnicí pro jižní polovinu okresu Břeclav, nyní léčebna dlouhodobě nemocných.

## Přírodní poměry

### Geografie

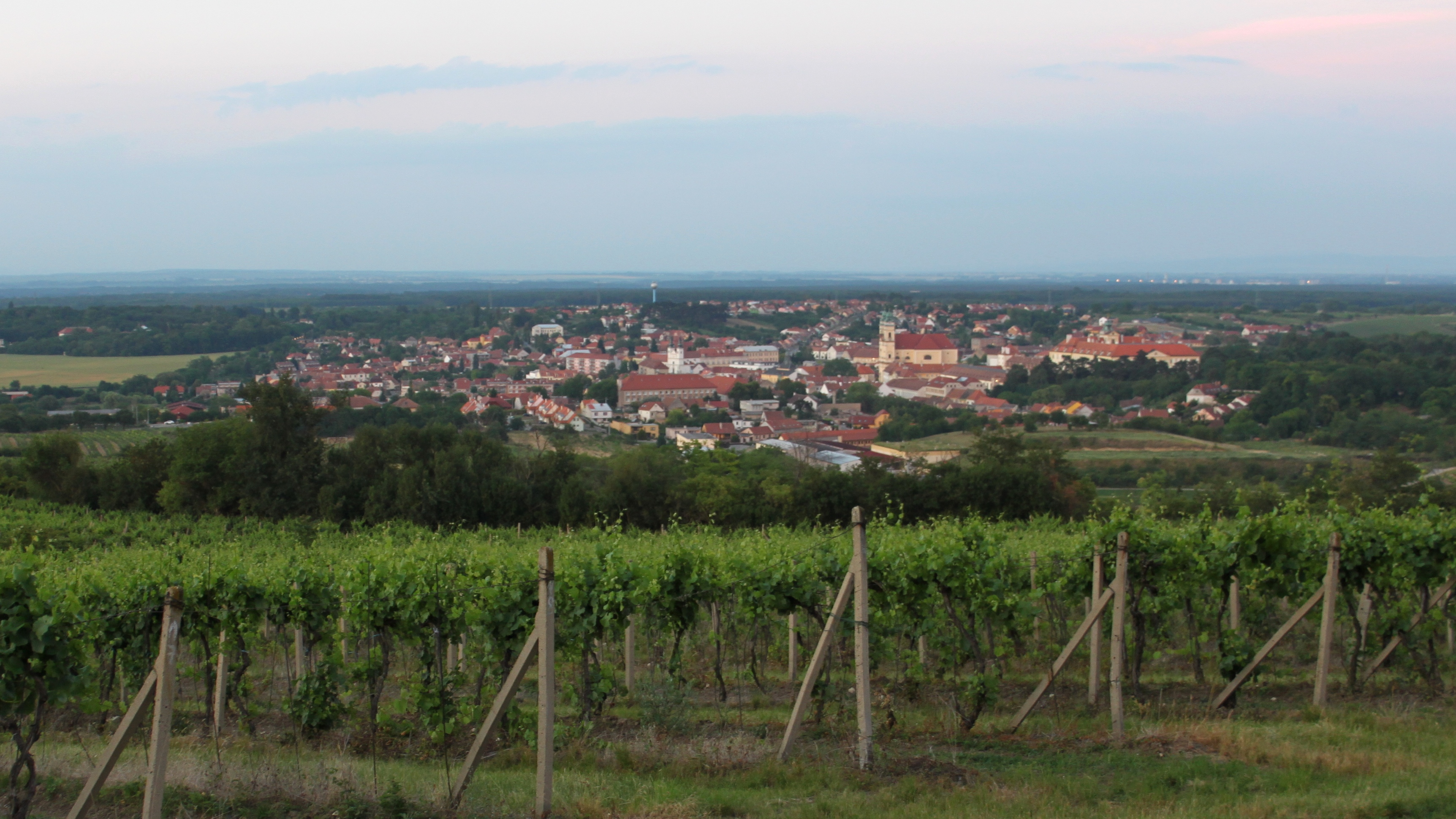
Valtice od Kolonády na Reisně

Valtice leží na okraji Dolnomoravského úvalu v podcelku Valtická pahorkatina, v kotlině otevřené na severozápad k rybníku Nesyt. Jejich katastr hraničí na jihu a západě s Rakouskem, centrum města je od státní hranice vzdáleno pouze 1,3 km. V okolí se vedle polí hojně nacházejí vinice, na východě se rozkládá komplex Bořího lesa.

### Hydrografie
Územím Valtic protékají potoky Úvalský odpad, Valtický a Allah (též zvaný Aloch). Zatímco voda prvních tří potoků vtéká v katastru sousední obce Hlohovce do rybníka Nesytu, potok Allah teče do Prostředního rybníka a nachází se na něm kaskáda menších rybníčků, z nichž se na území Valtic nachází rybník Allah I. Východně od Valtic se v PP Rendez-vous nachází rybník Rendez-vous. Další dva rybníky (Úvalský a Košík) se nacházejí na potoce Svodnici v katastru Úval.

## Obyvatelstvo
| Sčítání lidu | Počet domů | Obyvatelé celkově | Národní příslušnost | Národní příslušnost | Národní příslušnost |
| Rok          | Počet domů | Obyvatelé celkově | Němci               | Češi                | jiné                |
| 1793         | 299        |                   |                     |                     |                     |
| 1836         | 340        | 2889              |                     |                     |                     |
| 1869         | 367        | 2424              |                     |                     |                     |
| 1880         | 381        | 2837              | 2804                | 3                   | 30                  |
| 1890         | 428        | 3009              | 2830                | 133                 | 36                  |
| 1900         | 501        | 3036              | 2987                | 34                  | 35                  |
| 1910         | 552        | 3402              | 3291                | 34                  | 57                  |
| 1921         | 566        | 3257              | 2285                | 625                 | 332                 |
| 1930         | 636        | 3393              | 1924                | 1102                | 367                 |
| 1950         | 642        | 3065              |                     |                     |                     |
| 1961         | 633        | 3037              |                     |                     |                     |
| 1970         | 703        | 3495              |                     |                     |                     |
| 1980         | 772        | 3583              |                     |                     |                     |
| 1991         | 891        | 3554              |                     |                     |                     |
| 2001         | 935        | 3630              |                     |                     |                     |
| 2011         | 1047       | 3652              |                     |                     |                     |

## Správa a politika

### Členění města
Území města se člení na katastrální území (zároveň části města a ZSJ), jimiž jsou:
- Valtice
- Úvaly (místní část a ZSJ Úvaly)

Asi 3 km jihovýchodně od města, pár set metrů od rakouské hranice, se nachází kolonie asi půl tuctu domů a zemědělské farmy, nazvaná Boří dvůr (Theimhof).

### Samospráva
V roce 2022 se starostou Valtic stal Aleš Hofman ze sdružení nezávislých kandidátů VALTIČANÉ 2018. Nahradil tak Pavla Trojana (ČSSD), který stál v čele města dvanáct let, od roku 2010.

## Vinařství
Valtice jsou významné moravské vinařské středisko. Patří do Mikulovské vinařské podoblasti (viniční tratě Kamenné hory, Hůrka, Pod Sluneční horou, Sonnenberg, Nad mlýnem, Pánský kopec, Za humny, Staré hory, U cihelny, Jižní svahy, Nad peklem, Terasy u Křížového sklepu, Pod Reistnou, Knížecí vyhlídka, Hintertály, Jižní svahy, Terasy u hranic, Sacny, Kačisdorfské pole, Horní čtvrtě, Culisty-Dlúhé, Hájky, U sv. Anny).
Sídlí zde Střední odborná škola vinařská, jediná svého druhu v Česku, založená roku 1873.

## Kultura

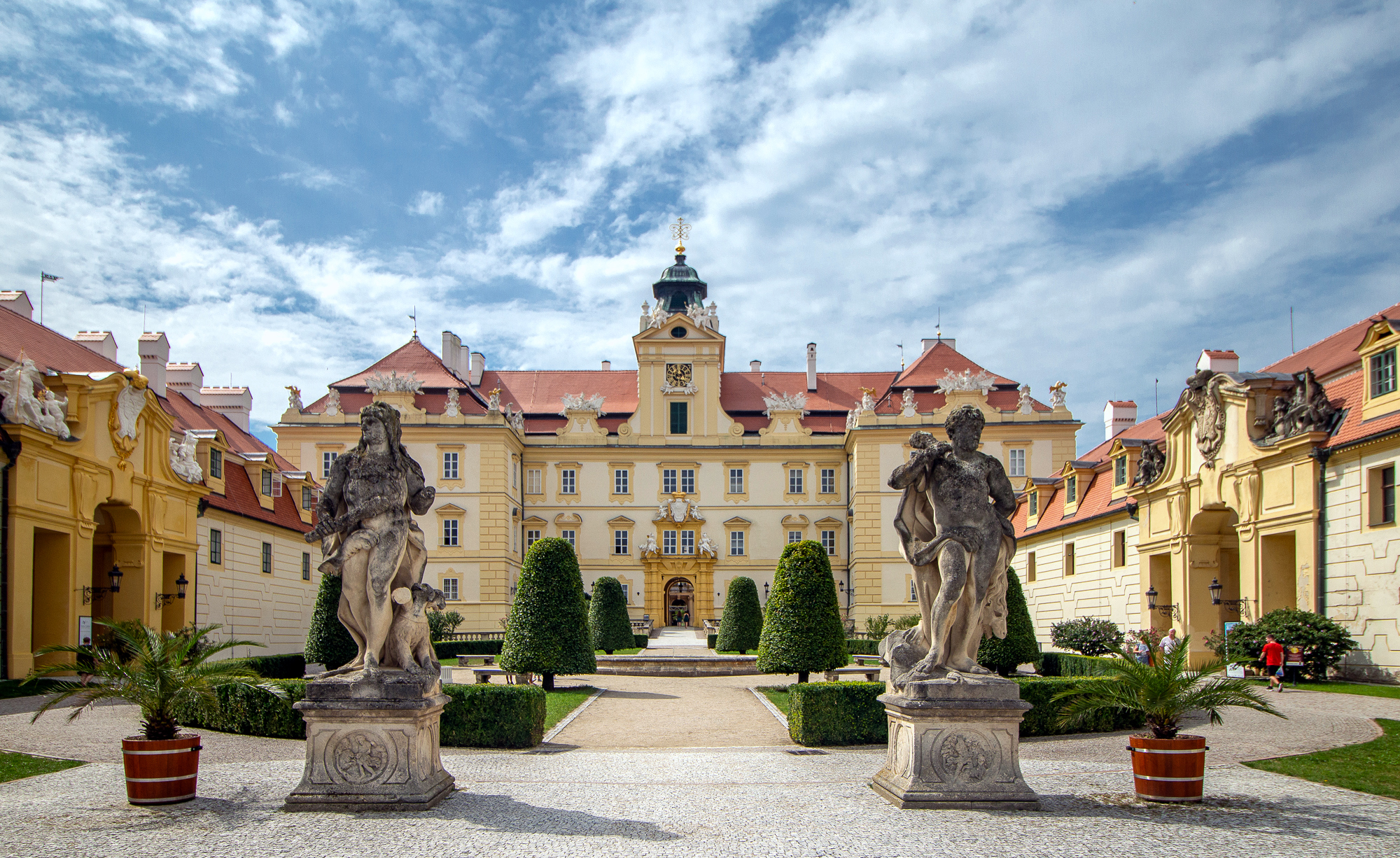
Valtický zámek

Valtice a především valtický zámek bývají několikrát do roka dějištěm divadelních a hudebních akcí z období renesance a hlavně baroka. Divadelní představení se odehrávají v zámeckém barokním divadle; koncerty barokní hudby bývají odehrávány v zámecké kapli, jízdárně nebo pod širým nebem v tamním parku. Několik již etablovaných akcí zahrnuje např. hudebně-divadelní řadu Plaisirs de Musique nebo poctu skladateli Antoniu Vivaldimu.
Na přelomu června a července se do Valtic sjíždějí hudebníci, zpěváci, herci a tanečníci vyznávající umění 16.–18. století na týdenní setkání zvané Mezinárodní škola staré hudby, ve kterém studují a nacvičují skladby, písničky a tance barokního a renesančního období pod dohledem lektorů z Čech i zahraničí.
Zámecká zimní jízdárna, resp. její vrchní patro, může být využito jako prostory pro výstavy a expozice.

## Turistika
Turistické informační centrum se nachází u prvního nádvoří zámku Valtice. Kromě hudebních a divadelních akcí se ve městě pořádají sezónní „zemědělské“ akce jako vinobraní, trh burčáků, sklizeň meruněk a dýňobraní.

## Doprava
Valticemi prochází silnice I/40, která se tu křižuje s okresní silnicí II/422. Do Rakouska vede hraniční přechod Valtice/Schrattenberg (pro vozidla do 3,5 tuny). Kolem města dále vede železniční trať Břeclav–Znojmo, která tu má stanici (Valtice) a zastávku (Valtice město).

## Pamětihodnosti

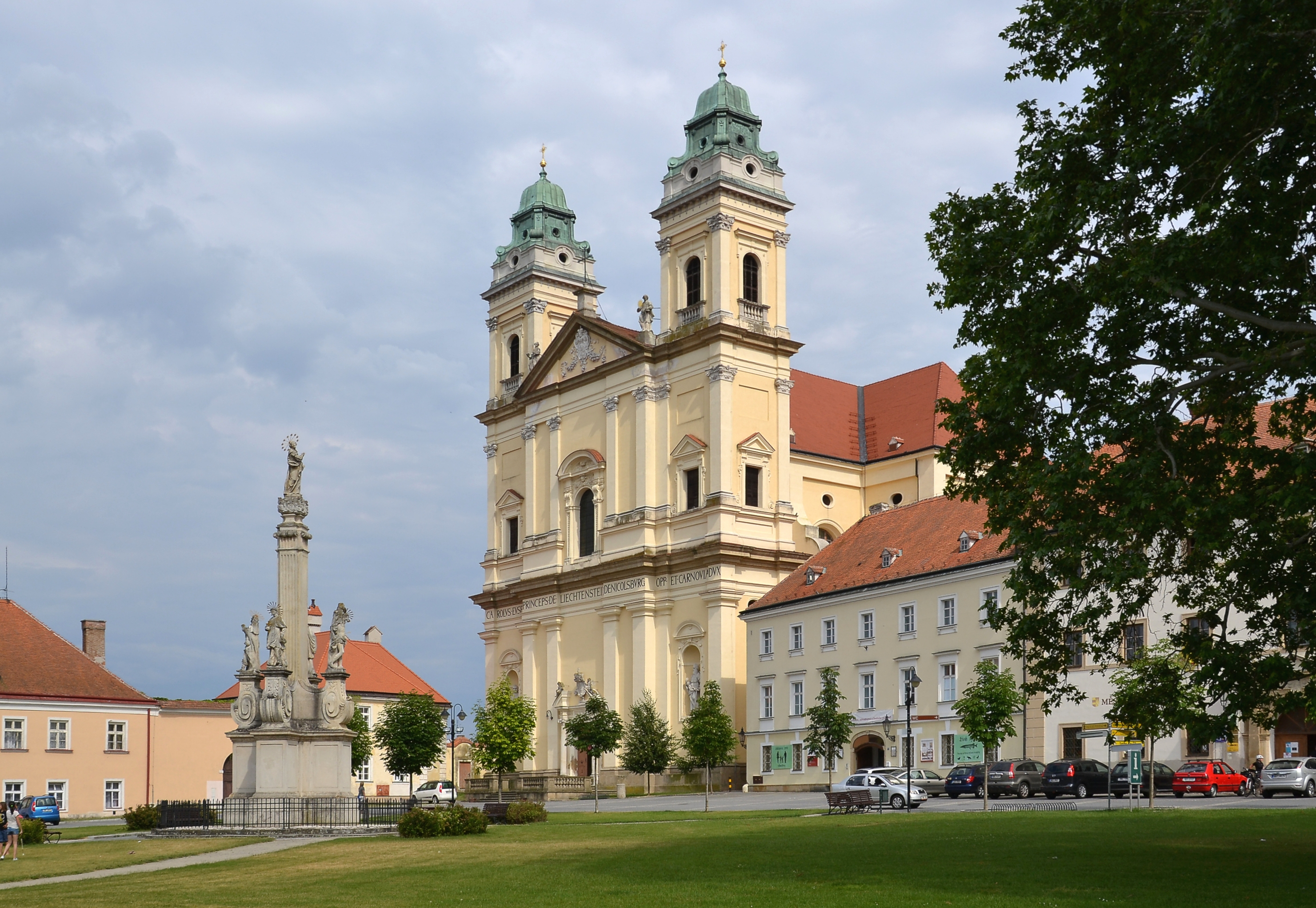
Kostel Nanebevzetí Panny Marie

- Zámek Valtice – nachází se na mírném návrší jižně za městským náměstím. Původně gotický hrad ze 13. století byl přestavěn na renesanční a později barokní zámek, v jednu z nejvýznamnějších světských barokních staveb na Moravě. Do dnešní podoby byl postaven v letech 1643–1730 podle projektů italského stavitele D. Martinelliho. Sala terrena je dílem J. B. Fischera z Erlachu. Zámek tvoří tříposchoďová čtyřkřídlá budova s konírnami, jízdárnou, galerií, rokokovým divadlem a kočárovnou. Z renesančního období se zachovaly dvě nárožní věže, od nichž vedou nízká boční křídla uzavírající s hlavní budovou čestný dvůr. Průčelní fasáda zámecké budovy je bohatě zdobena, středová osa budovy je zvýrazněna vstupním portálem a věží. Bohatě vybavené zámecké interiéry byly upravovány až do 18. století. Po několik staletí do roku 1945 byl hlavním sídlem knížecího rodu Lichtenštejnů. V nedávné době se zde točila pohádka Sněžný drak.[16]
- Zámecký park byl založen v roce 1727 a budován podle návrhů D. Girarda. Začátkem 19. století byla zahrada rozšířena a přebudována v přírodně krajinářský park anglického typu s dalekými průhledy. Park má rozlohu 14,6 ha a je ozdoben sochami představujícími postavy z antické mytologie nebo umělou jeskyní Peklo. Roste v něm 22 druhů jehličnanů a 63 druhů listnáčů. Často se jedná o cenné dřeviny, mezi nimi je jediný exemplář smrku Schrenkova (Picea schrenkiana) na Moravě nebo nejstarší převislý kultivar jerlínu japonského (Sophora japonica Pendula) v Česku. Strom byl přivezen v roce 1910 už jako vzrostlý, obvod kmene má 208 cm a výšku 6,5 metru.
- Kostel Nanebevzetí Panny Marie – raně barokní stavba vybudovaná na místě staršího chrámu v letech 1631–1671 staviteli J. Carlonem, Giovannim Giacomem Tencallou a Ondřejem Ernou. (V roce 1638 se kopule kostela zřítila.) Stěny a klenby jsou bohatě vyzdobeny štukovými výjevy. Kostel vévodí panoramatu města z mikulovské strany.
- Novorenesanční radnice – dílo podle plánů vídeňského architekta Josefa Drechslera z let 1887–1888 na náměstí Svobody 21. O výstavbu nové radnice, kde byly vyhrazeny i místnosti pro okresní soud, se zasloužil dlouholetý starosta Valtic Karel Haussner (starostou v letech 1885–1917). Základní kámen byl položen 17. srpna 1887 a již 16. srpna 1888 byla stavba dokončena a vysvěcena. Tehdy Valtice spravovaly 24 obcí ve své spádové oblasti. Radnice byla také sídlem městské spořitelny, která na výstavbu věnovala 20 tisíc zlatých. Celkem stálo vybudování radnice 125 tisíc zlatých, kníže Jan II. (knížetem 1858–1929) přispěl významnou částkou 50 tisíc. První zmínka o původní radnici je z roku 1393, v roce 1564 byla opravena. V roce 1763 zničil požár ve Valticích 88 domů včetně radnice. Hned následujícího roku byla postavená nová jednoposchoďová barokní radnice, na kterou přispěl kníže Josef Václav z Lichtenštejna (knížetem 1712–1718, 1732–1745 a 1748–1772) a která již stála na místě dnešní radnice. V roce 1878 byla přestavěna. O přibližně jedno desetiletí později byla radnice spolu se sousedním domem stržena, na jejich místě vztyčena novostavba, a tak získala radnice svůj dnešní vzhled. Současná budova je 38 metrů vysoká a vstup do budovy umožňují dva portály. Fasáda průčelí je doplněna městským znakem a hodinami.
- Mariánský sloup – raně barokní sloup z rakouského mramoru na náměstí Svobody z let 1680–1690 vznikl jako výraz vděku, že skončila morová rána. Valtice zasáhly v 17. století dvě velké morové epidemie – v roce 1645 a 1679. Objednavatelem sloupu byl kníže Karel Eusebius z Lichtenštejna (1611–1684). Sochy vytvořil vídeňský sochař Matthias Gunst. Vrchol sloupu tvoří socha neposkvrněné Panny Marie (Immaculaty), na volutových podnožích v nižších partiích sloupu jsou umístěny ve směru světových stran sochy tradičních ochránců před morem – sv. Šebestiána (probodeného šípy), sv. Rocha (se psem) a sv. Karla Boromejského (v kanovnickém rouchu se štólou). Poslední socha představuje sv. Ignáce. Původně mělo být v dolní části šest soch (Anna, Josef, Šebestián, Roch, Karel Boromejský a František Xaverský).
- Klášter milosrdných bratří s kostelem svatého Augustina – komplex budov bývalého kláštera a špitálu milosrdných bratří, založeného roku 1605 (nejstarší konvent tohoto řádu ve střední Evropě). Konvent byl rozpuštěn roku 1960 a nadále zde sídlila okresní nemocnice a porodnice pro Břeclavsko a Mikulovsko (než byla v 90. letech otevřena nemocnice v Břeclavi). Budova stojí na severovýchodní straně pláně uprostřed města.[17]

Stavby Lednicko-valtického areálu na katastru města:
- Belveder – empírový zámeček z let 1802–1806 podle návrhu J. L. Hardmutha. Stojí uprostřed bývalé bažantnice na severním okraji města. Byl využíván akademií věd, je veřejnosti nepřístupný.
- Kolonáda na Reistně – vyhlídkový objekt stojící na vrchu Homole cca 1,5 km jihozápadně nad městem. Byl postaven v letech 1817–1823 stavitelem J. Popellackem podle vzoru Schönbrunnské kolonády. Panoramatický výhled od Mikulova přes Pavlovské vrchy na lužní lesy u Lednice až po luhy na Moravském poli.
- Rendez-vous (Dianin chrám) – romantická stavba v podobě římského triumfálního oblouku vybudovaná v letech 1810–1812 podle návrhu J. L. Hardmutha v lesích asi 1,5 km východně od zámku Valtice.
- Kaple svatého Huberta – romantická novogotická kaple se třemi arkádami uprostřed parkově upravené paseky, zaklenutá síťovou klenbou, postavená v roce 1855 podle návrhu J. Wingelmüllera (1810–1848) asi 3 km severovýchodně od zámku Valtice

Místní část Úvaly:
- Kostel svatého Stanislava – klasicistní kostel z roku 1883

## Osobnosti
Pozn.: Ve Valticích se díky existenci okresní porodnice od 60. do 90. let 20. století narodily také další osobnosti, které zde ale nikdy nežily.
- Lucie Bittalová (1987–2015), aktivistka
- Miroslav Brychta (* 1966), tenista a paralympik
- František Čermák (* 1976), tenista
- Hana Havelková (1949–2020), socioložka, filozofka a vysokoškolská pedagožka
- Lukáš Helešic (* 1996), veslař
- Jiří Hlavenka (* 1964), podnikatel a investor v IT a politik
- Ivana Hloužková (* 1960), herečka
- Ondřej Hübl (* 1976), textař, scenárista a spisovatel
- Miloslav Janulík (* 1962), lékař a politik
- Martin Klanica (* 1969), Ústřední ředitel SZPI
- Jaroslav Kostelníček (* 1963), voják, politik a pedagog
- Irena Lednická (* 1966), basketbalistka
- Jarmila Levko (* 1969), politička
- František I. z Lichtenštejna (1853–1938), kníže (zemřel zde)
- Františka Barbora z Lichtenštejna (1604–1655), rakouská šlechtična
- Jan II. z Lichtenštejna (1858–1929), kníže (zemřel zde)
- Karel I. z Lichtenštejna (1569–1627), zakladatel knížecího rodu Lichtenštejnů
- Arnošt Lukášek (* 1941), fotbalista a komunální politik
- Jiří Mach (* 1983), divadelní herec
- Zdeněk Mlynář (cyklista) (* 1976), český reprezentant v cyklokrosu
- Radim Nečas (1969), fotbalový útočník a trenér
- Ivana Odehnalová (* 1986), divadelní herečka
- Vladimír Rosenberger (* 1965), fotbalový útočník a funkcionář
- Johannes Matthias Sperger (1750–1812), hudební skladatel
- Pavel Šultes (* 1985), fotbalista
- Jaroslav Tejral (* 1933), archeolog
- Marie Tomanová (* 1984), fotografka

## Galerie

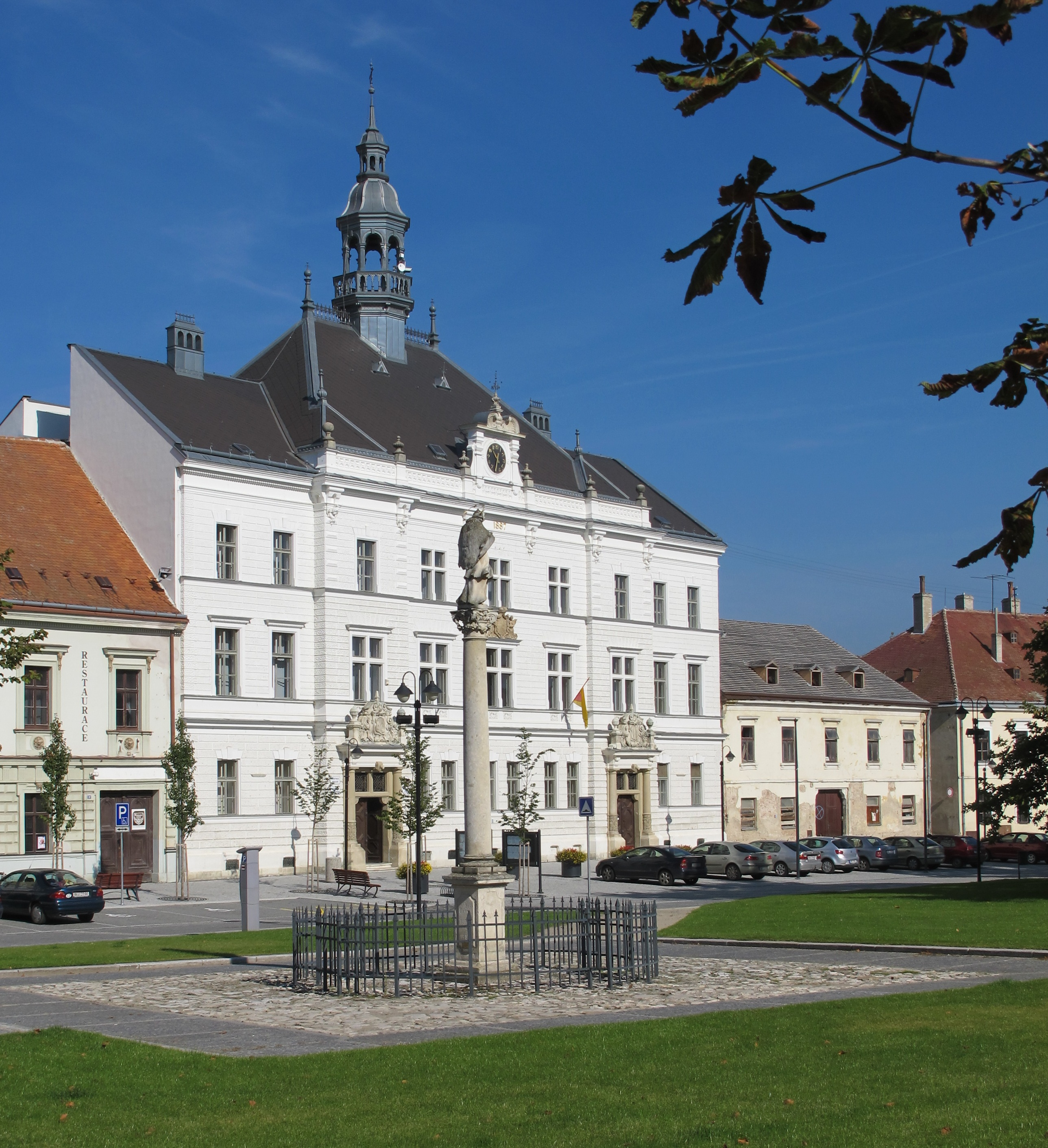
Historická budova radnice
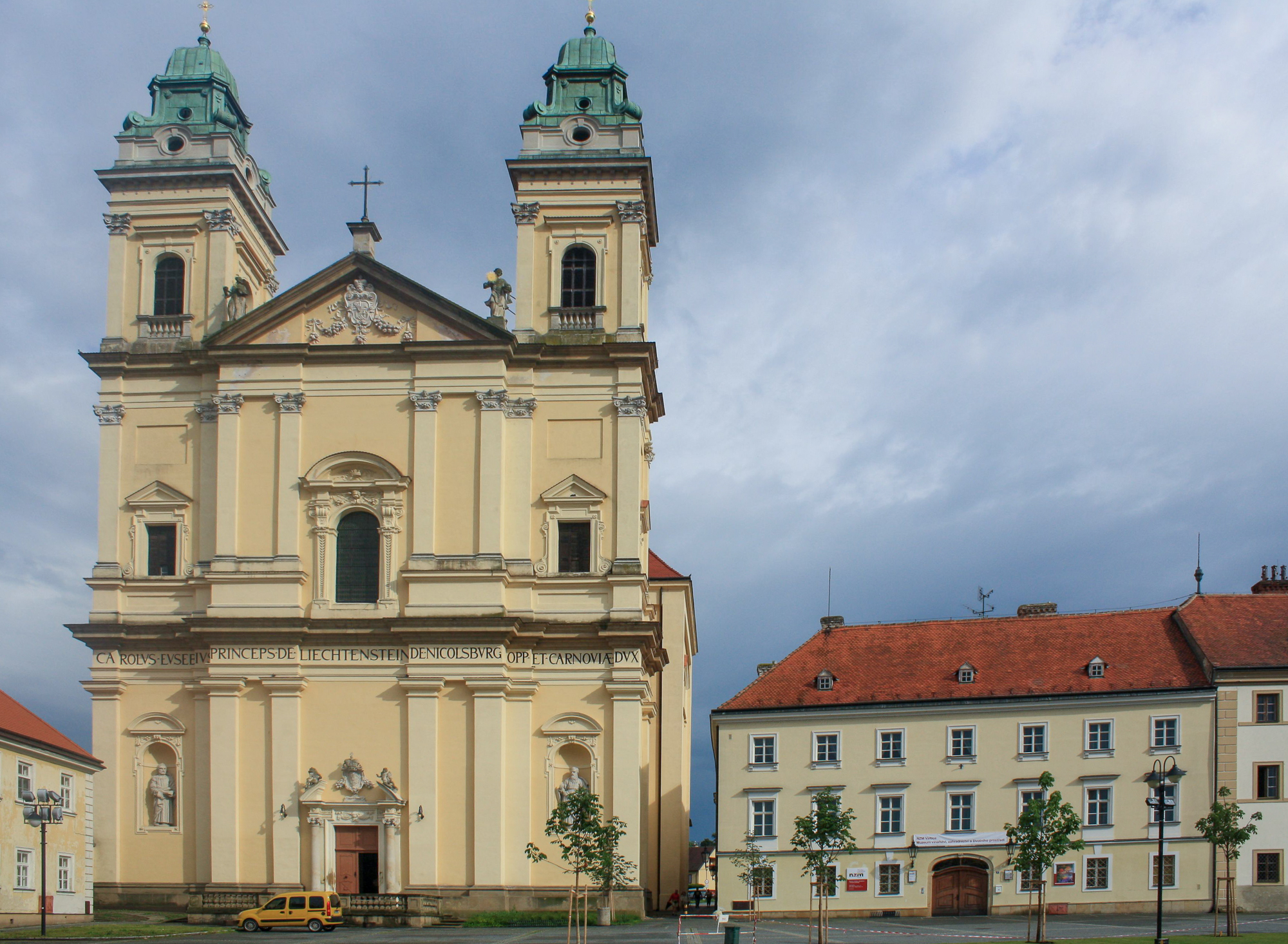
Kostel Nanebevzetí Panny Marie
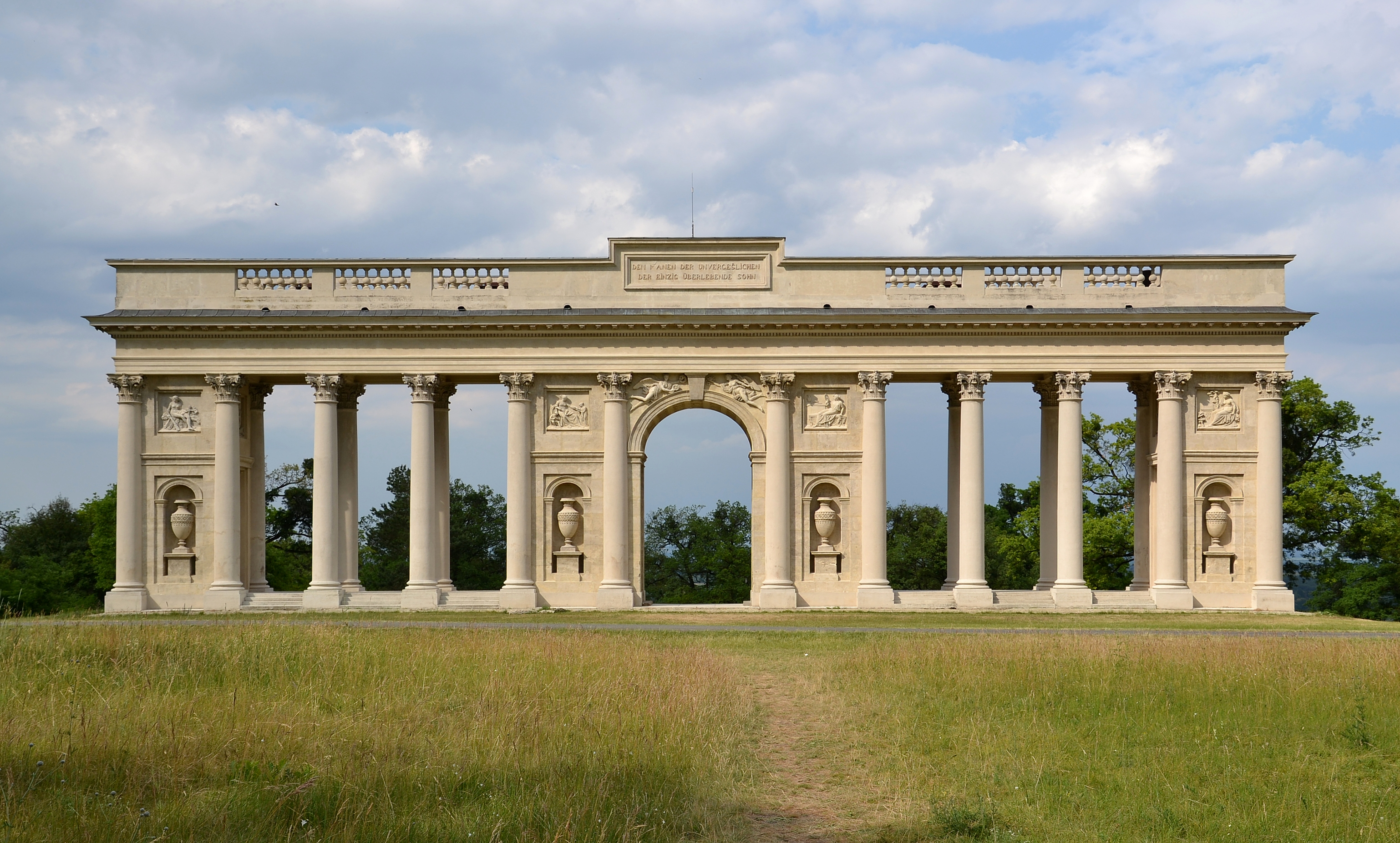
Kolonáda na kopci Reistna
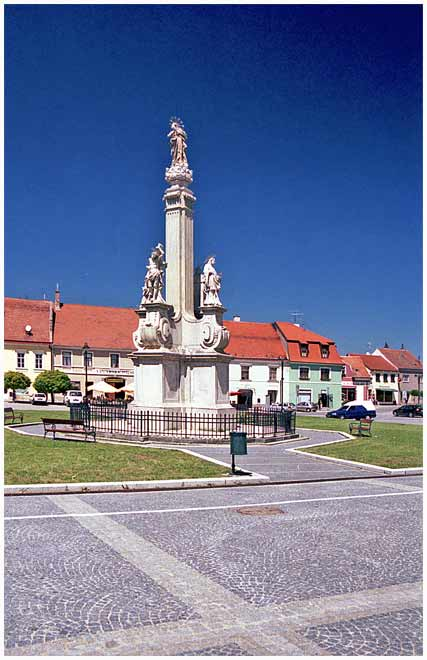
Morový sloup na Náměstí Svobody
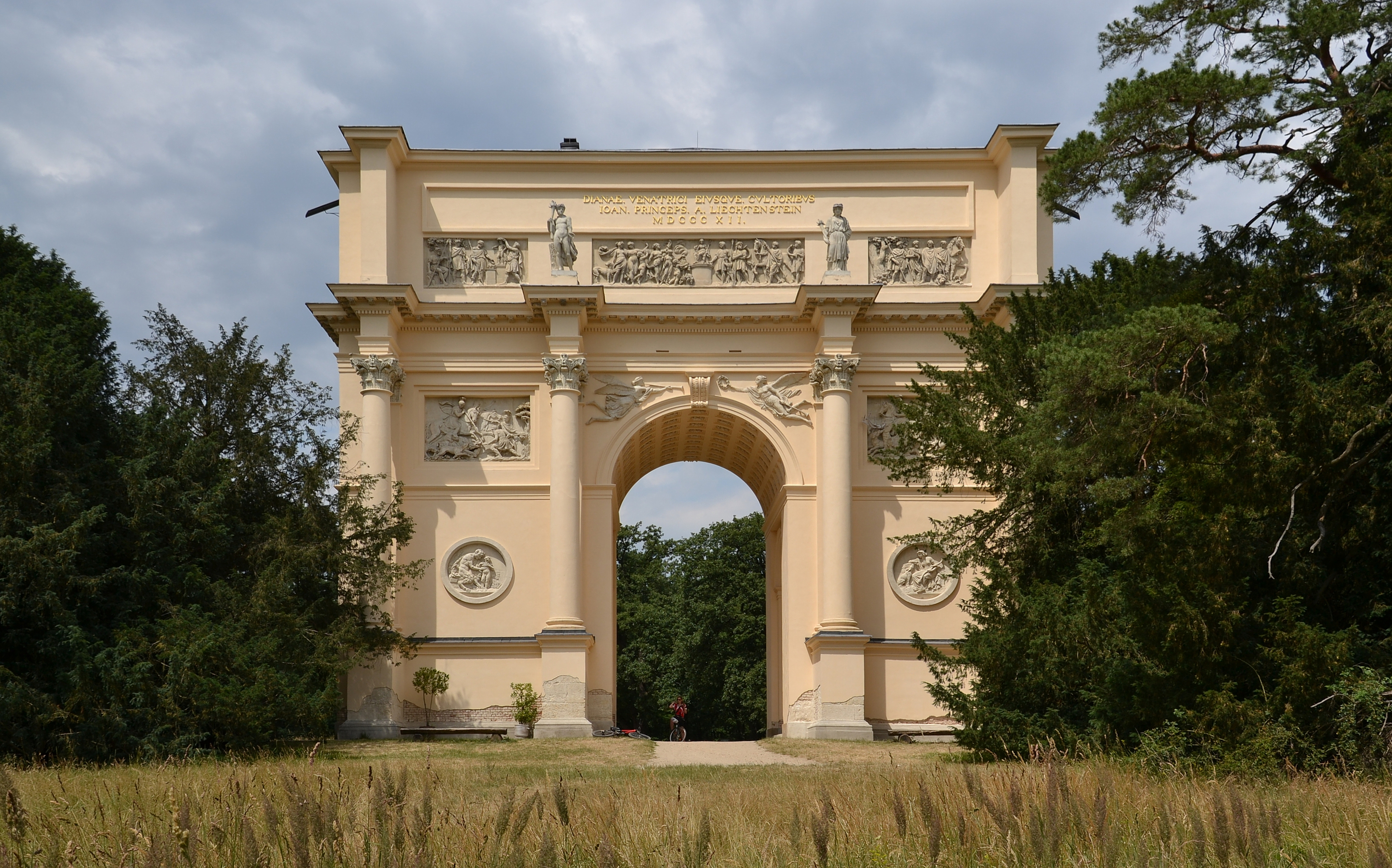
Lovecký zámeček Rendez-vous
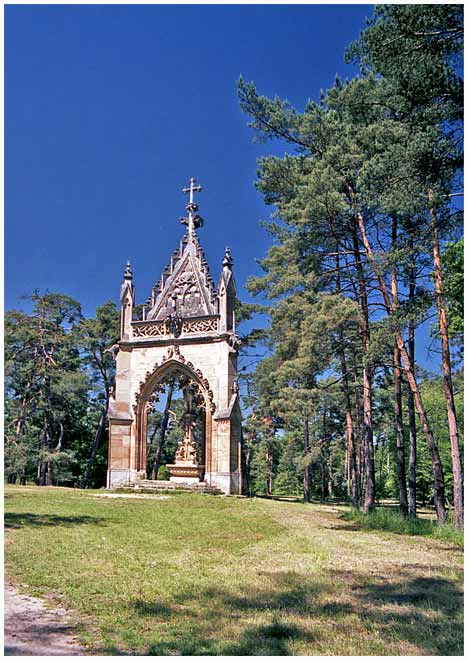
Kaple svatého Huberta
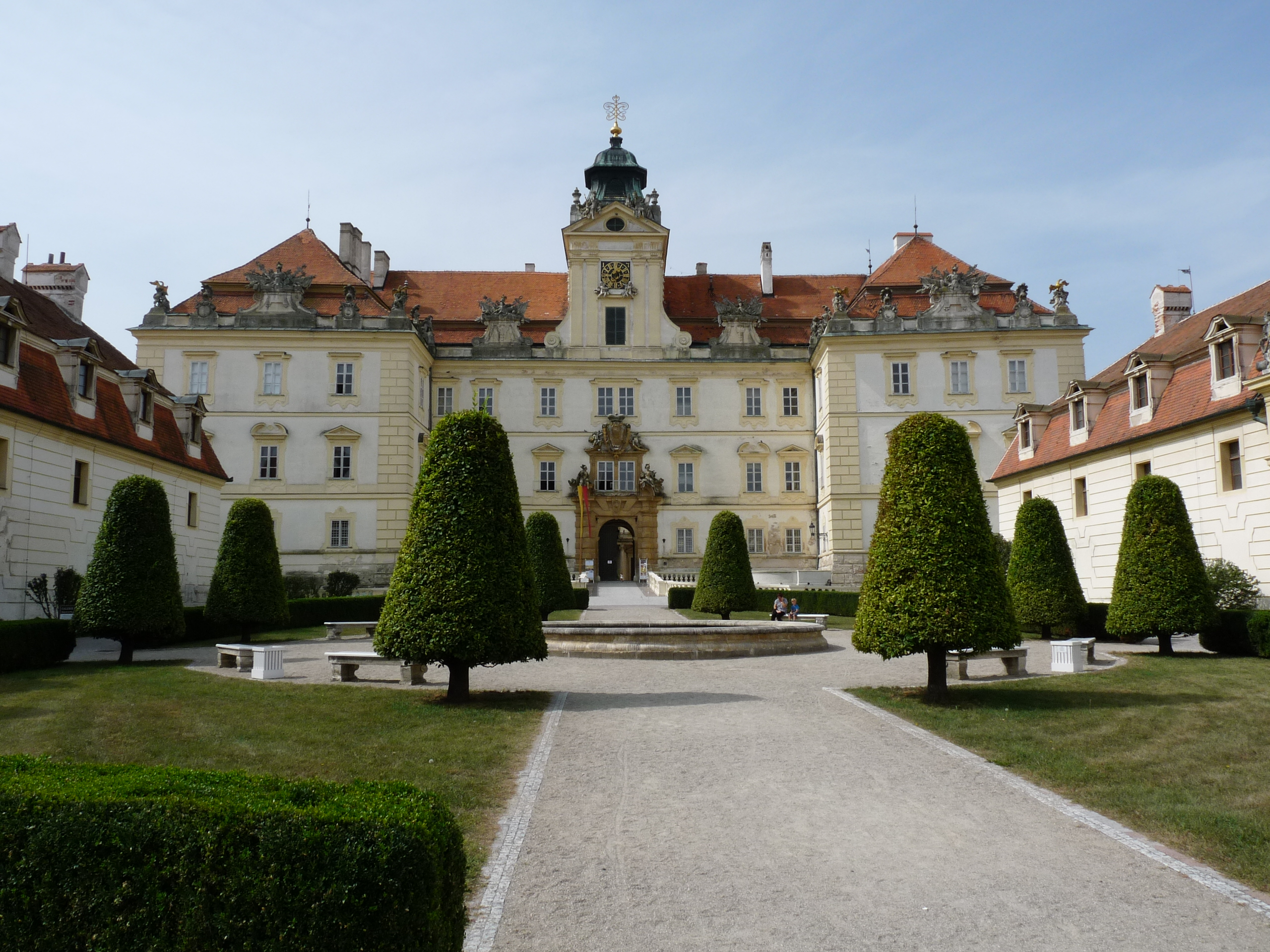
Zámek Valtice